# Isabela Bruce
Isabela nebo také Isabella Bruce (1272?, Carrick, Skotsko – 1358, Bergen, Norsko) byla norská královna, manželka Erika II.

## Život
Isabelinými rodiči byli Robert Bruce a Marjorie z Carricku. Mezi její sourozence patřili skotský král Robert I. a Edward Bruce, který byl krátce irským velekrálem. Její otec ji na svatbu s králem Erikem v norském Bergenu doprovodil v roce 1293.
Isabela byla Erikovou druhou manželkou a také druhou manželkou původem ze Skotska. Tou první byla Markéta Skotská. Ovdověla ve svých 24 letech, v roce 1299. Podruhé se už nevdala, ačkoliv Erika přežila o 59 let. Z jejich manželství se nenarodil mužský dědic, ale dcera Ingeborg Eriksdottir Norská. Ta byla nejprve zasnoubena s hrabětem z Orknejí Janem II., ale v roce 1312 se provdala za finského vévodu Valdemara Magnussona. Isabela sama tento sňatek sjednala.
Do Skotska se Isabela už nevrátila a žila v Bergenu. Jako o královně o ní příliš informací není, jako o vdově se o ní ví o něco víc. Účastnila se mnoha oficiální událostí a ceremonií a nepostrádala jistý vliv. Zúčastnila se inaugurace nového bergenského biskupa v roce 1305 a měla dobré vztahy s církevními kruhy v Bergenu. V roce 1324 od církve obdržela několik domů. Mohla být také prostředníkem během konfliktů mezi Orknejemi, Shetlandskými ostrovy a Skotskem v roce 1312. V roce 1339 král na její žádost omilostnil vězně. Dopisovala si se svou sestrou Kristinou ve Skotsku a do své domoviny také poslala na pomoc vojáky. V roce 1357 se stala jednou z dědiček své dcery, vévodkyně z Ölandu.